# Lisette Tammik
Lisette Tammik (Tallinn, 14 ottobre 1998) è una calciatrice estone, attaccante del Flora Tallinn e della nazionale estone.

## Caratteristiche tecniche
È un attaccante esterno, le sue principali caratteristiche sono esplosività e fiuto del gol.

## Carriera

### Club
Nata a Tallinn, nel 1998, inizia a giocare a calcio con il Flora Tallinn, squadra della sua città, esordendo in prima squadra il 6 aprile 2014, in Supercoppa, giocando titolare nella sconfitta per 3-0 ai rigori contro il Pärnu JK. Il debutto in campionato arriva invece il 12 aprile nel successo per 3-0 sul campo del Tammeka Tartu, nel quale realizza il momentaneo 2-0 al 48'. Nel 2018 si aggiudica la Eesti Naiste Superkarikas, Supercoppa d'Estonia. Termina con 75 presenze e 71 gol in 5 anni, vincendo nel 2017 il titolo di capocannoniere della Naiste Meistriliiga con 33 gol.
Nell'estate 2018 si trasferisce in Italia, andando a giocare nel Napoli Femminile, nella neonata Serie C., con cui guadagnerà la promozione in Serie B.
Nell'agosto 2020 va a giocare in Spagna, firmando con il Santa Teresa.

### Nazionale
Inizia a giocare nelle nazionali giovanili estoni nel 2012, con l'Under-17, disputando fino al 2014 14 gare e segnando 4 reti.
Nel 2014 passa in Under-19, rimanendovi fino al 2016, giocando 33 volte e realizzando 6 gol.
Debutta in nazionale maggiore a 16 anni, il 20 maggio 2015, subentrando al 61' a Kristina Bannikova nell'amichevole persa per 7-0 a Rotterdam contro i Paesi Bassi.
Segna il suo primo gol il 16 marzo 2016, realizzando il momentaneo 2-0 al 68' nell'amichevole vinta per 3-0 a Parekklisia, Cipro, contro la Lituania.

## Statistiche

### Presenze e reti nei club
Statistiche aggiornate al 16 settembre 2019.
| Stagione        | Squadra         | Campionato      | Campionato | Campionato | Coppe nazionali | Coppe nazionali | Coppe nazionali | Coppe continentali | Coppe continentali | Coppe continentali | Altre coppe | Altre coppe | Altre coppe | Totale | Totale |
| Stagione        | Squadra         | Comp            | Pres       | Reti       | Comp            | Pres            | Reti            | Comp               | Pres               | Reti               | Comp        | Pres        | Reti        | Pres   | Reti   |
| --------------- | --------------- | --------------- | ---------- | ---------- | --------------- | --------------- | --------------- | ------------------ | ------------------ | ------------------ | ----------- | ----------- | ----------- | ------ | ------ |
| 2018-2019       | Napoli          | C               | 22         | 29         | -               | 8               | 4               | -                  | -                  | -                  | -           | -           | -           | 30     | 33     |
| 2019-2020       | Napoli          | B               | 1          | 1          | -               | -               | -               | -                  | -                  | -                  | -           | -           | -           | 1      | 1      |
| Totale carriera | Totale carriera | Totale carriera | 23         | 30         | -               | 8               | 4               | -                  | -                  | -                  | -           | -           | -           | 23     | 34     |

## Palmarès

### Club

#### Competizioni nazionali
- Eesti Naiste Superkarikas: 1

Flora Tallinn: 2018
- Campionato di Serie C: 1

Napoli: 2018-2019

### Individuale
- Capocannoniere della Naiste Meistriliiga: 1

2017 (33 reti)